# Aulum (plaats)
Aulum is een plaats in de Deense regio Midden-Jutland, gemeente Herning, en telt 2977 inwoners (2008).
Tot eind 2007 behoorde de plaats tot gemeente Aulum-Haderup.